# Radu Demian
Radu Demian (n. 10 aprilie 1938, Cluj, România – d. 11 august 2018, București, România), a fost un jucător de rugby în XV, antrenor și inginer. A adunat 33 de selecții la echipa națională, între care de 8 ori a fost căpitanul acestei echipe. A jucat în 14 meciuri-test ale reprezentativei de rugby a României.
Radu Demian, căruia francezii îi spuneau „Gigantul Carpaților”, iar apropiații din România „Gibonul”, a contribuit decisiv (alături de Morariu și Penciu) la primele victorii obținute acasă (în 1960 și 1962) în întâlnirile cu naționala de rugby a Franței. A jucat cu Grivița Roșie în două finale de „Cupa Campionilor Europeni” și a cucerit trofeul în anul 1964.
A fost primul rugbist român care a jucat în străinătate. În anul 1968 a ajuns în Franța pentru un stagiu de specializare, ca inginer, pe șantierul naval din La Seyne-sur-Mer. În paralel a activat în echipa „Rugby club toulonnais” din orașul Toulon, cu care în anul 1970 a câștigat Cupa „Yves du Manoir”.
A fost de trei ori campion al României (1962, 1966, 1967) în calitate de jucător și de trei ori câștigător al Cupei României (1982, 1984, 1985) în calitate de antrenor, cu echipa Grivița Roșie. În anul 1962 a primit titlul de „Maestru al Sportului”, iar în 1964 pe cel de „Maestru Emerit al Sportului”. În anul 1969 a cucerit, cu echipa națională, prima „Cupă a Națiunilor FIRA” din istoria rugbiului românesc. În primăvara anului 1972 a fost numit antrenor al naționalei de rugby a României, funcție pe care a ocupat-o până la începutul anului 1973. În 1972 a devenit antrenor secund al echipei Grivița Roșie. În anul 1990 a fost ales secretar general al Federației Române de Rugby, funcție pe care a ocupat-o până în anul 1995. A fost și secretar general adjunct al FIRA pe probleme de administrație și calendar sportiv.
A fost menționat în enciclopedia rugbiului din 1978 a lui Henri Garcia („La fabuleuse histoire du rugby”, Éditions O.D.I.L.) în lista „Gotha International” — a jucătorilor care au marcat rugbiul internațional. Radu Demian a fost caracterizat așa: „Mare atlet longilin și solid (1,96m, 100kg) cu o dexteritate de baschetbalist și o formidabilă detentă la tușe. A fost unul din cei mai buni nr.8 din lume în anii ‘60”.

## Familia
Fiul juristului Aurel Demian și al Constanței Nicolau. Nepotul generalului și istoricului militar Teodor Nicolau. Fratele lui Horia Demian, jucător de legendă al echipei de baschet Universitatea Cluj și al naționalei de baschet a României. A fost căsătorit cu Rodica Pop, căpitan al echipei de baschet Știința Cluj, campioană a României cu echipa Rapid București, coordonator de joc în echipa națională, și profesoară de limba și literatura germană la Liceul German din București. A fost cumnatul prozatoarei și publicistei Sânziana Pop și al fotbalistului și antrenorului Florin Cheran.

## Cariera

#### Juniorat
Primul contact cu rugbiul l-a avut în prima clasă de liceu, în anul 1952. Primii săi antrenori au fost Gheorghe Benția, respectiv Dan Ștefănescu. În 1954, fiind junior titular la Știința Cluj, a ajuns cu echipa în semifinalele Campionatului Republican (0 – 3 cu Constructorul București).

#### Voința Cluj (1956–1958) și Știința Cluj (1958–1961)
La 18 ani a trecut la Voința Cluj, unde cei mai mulți dintre colegii de echipă erau de aceeași vârstă cu el și unde antrenor era Grigore Aman. În al doilea an în Campionatul Diviziei B, Radu Demian a fost numit căpitanul acestei echipe. După desființarea Voinței Cluj, s-a întors ca titular la Știința. Aici era antrenor Dumitru Manoileanu, care l-a format ca tactician al liniei a treia. În sezonul 1960, Știința Cluj a avut șase victorii consecutive și două înfrângeri, și a ocupat locul al patrulea în clasamentul Campionatului Național.

#### Primele selecții la națională
În anul 1959 a fost convocat, pentru prima dată, la loturile de tineret și de seniori ale naționalei. Primul lui meci la națională a fost la 27 septembrie 1959, când România a învins R.D. Germană (38–6) în „Cupa Păcii”. A fost un meci în care Radu Demian a avut un joc foarte apreciat în linia a treia. Între anii 1959 și 1963 a cucerit, cu echipa României, de cinci ori „Cupa Păcii” (fosta „Cupa Victoriei”), competiția celor mai bune reprezentative de rugbi din Europa țărilor socialiste. La 10 iunie 1962, România învingea Italia pentru prima oară după 22 de ani, cu Radu Demian titular.

#### Istoricele rezultate în fața Franței (1960–1963)
La 5 iunie 1960, la București, naționala de rugbi a României a întâlnit reprezentativa Franței. Franța era câștigătoarea „Turneului celor cinci națiuni” și avea în palmares două rezultate de prestigiu: unul cu Australia, celălalt cu Africa de Sud. În ultimul moment, antrenorii Nicolae Pădureanu și Gheorghe Pârcălăbescu l-au introdus, în echipa de start, pe tânărul Demian în locul lui Alexandru Paloșanu. România s-a impus cu 11–5 (5–0). A fost prima victorie a României împotriva Franței. Jurnaliștii francezi au numit această zi: „Ziua de Glorie a rugbiului românesc”. „Senzațională, linia a treia Morariu – Demian – Mircea Rusu a dominat cu un cap întrecerea și s-a dovedit superioară — și în fazele de construcție a jocului, și în apărare — celei franceze […]”. „Și apoi, acest Demian, venit de la Știința Cluj, care a fost pur și simplu formidabil și […] «a privat echipa Franței de muniții» (Henri Garcia). Într-adevăr, aproape toate baloanele din tușă i-au aparținut”. Jurnalistul francez Denis Lalanne remarca: „«15»-le României [...] a făcut o descoperire considerabilă în persoana lui Demian”. „Prima noastră victorie cu Franța, cea din 1960, i se datorează în mare măsură lui Radu. Țin minte că francezii au venit cu doi prinzători, cei mai buni ai lor, iar Radu i-a bătut de unul singur. Iar pe atunci nu era ca acum, să te ia coechipierii și să te salte pe sus la tușă, ca să ajungi să prinzi mingea. Radu era singur pe forțele lui! Un jucător formidabil!” (Mircea Iliescu).
La 12 noiembrie 1961, Franța și România încheiau confruntarea pe stadionul din Bayonne cu 5–5 (0–0). Agenția „France Presse” consemna: „Jucând excepțional, românii au răsturnat calculele hârtiei”. Cotidianul sportiv „L'Équipe” titra pe prima pagină: „Înaintașii francezi dominați, dezonorați... Rezultat de prestigiu al rugbiului românesc!”
Pe 11 noiembrie 1962, la București, România învingea Franța cu scorul de 3–0 (0–0). „Clujeanul Radu Demian a ajuns să fie considerat cel mai bun închizător de grămadă din Europa”.

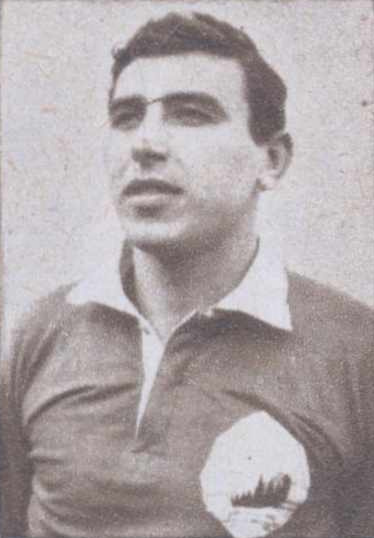
Radu Demian înainte de meci cu Franța (15 decembrie 1963)

La 15 decembrie 1963, la Toulouse, Franța remiza din nou cu România:  6–6 (3–3). „Echipa României s-a făcut simțită, ca de obicei, printr-o impecabilă apărare de ansamblu, bune regrupări ale înaintașilor săi la punctele nevralgice, o excelentă precizie la tușă a lui Demian, munca polivalentă a căpitanului acestei formații, Morariu, și prezența fundașului Penciu (Henri Garcia — «L'Équipe»)”.

#### Inginer la Uzinele Grivița și jucător la Grivița Roșie
În anul 1960 a devenit inginer, absolvent al secției „Tehnologia Construcțiilor de Mașini” a Institutului Politehnic din Cluj. La sfârșitul anului următor, la invitația căpitanului naționalei, Viorel Morariu, a acceptat să joace la Grivița Roșie. S-a angajat la Uzinele Grivița la atelierul de întreținere mașini-unelte, unde a ajuns la un moment dat șef de secție. La Grivița Roșie a învățat „ceea ce francezii, cei din zonele de sud, numesc Marele Rugby”.

#### Campion al Europei cu Grivița Roșie
Pe 14 iunie 1964, la București, Grivița Roșie a disputat pentru a doua oară o finală de „Cupa Campionilor Europeni”. Pierduse precedenta finală în fața echipei AS Béziers cu 3–11. Și de această dată a înfruntat tot o echipă franceză, „Stade montois” din Mont-de-Marsan. Grivița Roșie s-a impus cu 10–0, într-o partidă în care Radu Demian a fost „un stâlp, un pion de netrecut al înaintării” (Viorel Morariu), având „calități de excepțional liant între atac și apărare, de tactician aproape desăvârșit”.

#### Jucător la RC Toulon
„În 1967, am jucat cu Toulon, care era o uriașă echipă. Iar Radu, ca de obicei, a făcut și atunci un meci de-a dreptul fantastic. Pe loc, cei de la Toulon i-au făcut oferta să rămână să joace la ei. «Dacă insistați, vorbiți cu oficialii români!», le-a spus Radu, sugerându-le că ar putea, eventual, să îl cheme ca inginer la Toulon. Și atât au insistat francezii, până l-au transferat ca inginer în port” (Mircea Iliescu). A fost coleg de echipă cu Christian Carrère, căpitanul echipei Franței. A cucerit cu RC Toulon, la 23 mai 1970, la Paris, Cupa „Yves du Manoir”, în finala cu SU Agen (25–22). „Meciul s-a jucat într-o sâmbătă. A doua zi, în gara din Toulon eram așteptați de peste 10.000 de suporteri. Timp de o săptămână, întregul oraș a sărbătorit succesul. Este, poate, amintirea cea mai frumoasă din activitatea mea rugbistică touloneză” (Radu Demian). A jucat alături de celebrii rugbiști francezi: frații Herrero, Gruarin, Jo Fabre, Laborde, Labouré, Irastorza și Paul Bos.

#### Alte succese ca jucător
A contribuit la buna reputație a rugbiului românesc și a acumulat o valoroasă experiență în confruntările amicale anuale ale echipei Grivița Roșie cu echipe de club franceze ca: AS Béziers, FC Grenoble Rugby, FC Auch Gers, SU Agen, Et Sp Avignon Saint-Saturnin, La Voulte sportif, US Carcassonne, RC Toulon și altele. A fost căpitanul echipei naționale la 1 decembrie 1968, atunci când România a înregistrat o nouă victorie în fața Franței, la București: 15–14, în cadrul „Cupei Națiunilor FIRA”. Cupă pe care România a câștigat-o — în premieră — anul următor. Ultimele două meciuri în tricoul naționalei le-a jucat în ediția 1970-71 a „Cupei Națiunilor FIRA”: România–Italia (32–6), la 11 aprilie 1971, la București, respectiv Maroc–România (0–25), la 9 mai 1971, la Casablanca.
Antrenor al naționalei
În primăvara și toamna anului 1972, în calitate de antrenor al naționalei, a înregistrat succese în meciurile de pregătire cu selecționatele unor comitate din Anglia. Era după o întrerupere de 14 ani a relațiilor românești cu rugbiul britanic. În urma acestor meciuri, William Tonkin — însărcinatul Rugby Football Union pentru turneul delegației engleze în România — declara: „Sunt satisfăcut de spectacol. Am întâlnit echipa României despre care auzisem numai lucruri bune. Acum, când am și văzut-o jucând, îmi explic perfect de bine de ce între rugbiul francez și cel românesc s-a stabilit o tradiție atât de puternică. Voi pleda, se înțelege, pentru contacte cât mai strânse între rugbiștii englezi și cei români”. Întâlnirile din Anglia din toamna lui ‘72 au fost „prologul turneelor viitoare în Marea Britanie”.
Activitatea după 1989
După Revoluția Română din 1989 este ales secretar general al Federației Române de Rugby, într-un context dificil pentru rugbiul din România: plecarea multor jucători români în Occident și lipsa surselor de finanțare. La 24 mai 1990, la Auch, România învingea Franța cu scorul de 12–6 (9–0), pentru prima dată pe terenul cocoșului galic. În anul următor, la 10 septembrie, România învingea la București reprezentativa de rugbi a Scoției cu scorul de 18–12. Și tot în 1991, la 12 octombrie, în cadrul Cupei Mondiale de Rugby din Franța, România învingea reprezentativa Insulelor Fiji cu scorul de 17–15. În timpul mandatului său, naționala nu a lipsit de la nicio ediție a Cupei Mondiale de Rugby. În anul 2007 a fost invitat ca reprezentant al României la evenimentul „Legendele Rugby-ului Mondial”, organizat cu ocazia deschiderii Cupei Mondiale de Rugby din Franța.

## Mărturii
„Așa se încheie anul 1963 și seria celor patru meciuri consecutive în care, indiferent unde am jucat, în România sau acasă la francezi, aceștia n-au reușit să ne învingă. […] În această perioadă poate că rugbiul românesc a atins, cel puțin pe planul performanțelor, cea mai înaltă valoare a sa. Și aceasta credem că s-a datorat în primul rând calităților morale, intelectuale și fizice deosebite de care s-au bucurat toți componenții lotului de jucători. Dar mai ales seriozității și simțului de răspundere ce domneau pe-atunci în rândul internaționalilor de rugbi” (Dumitru Manoileanu).
„Ca flankeri de linia a 3-a, [...] Viorel Morariu […] și Mircea Rusu [...], [...] împreună cu nr. 8, închizătorul de grămadă Radu Demian [...], au alcătuit unul dintre cele mai omogene și mai redutabile compartimente din structura «pachetului» de înaintași de la noi, după 1944. Un compartiment tenace, totodată mobil, cu o mare inteligență tactică, răspunzând la toate intențiile de joc ofensiv ale treisferturilor, în sprijinul acestora și pentru reușita tentativelor lor” (Tiberiu Stama).
„Înainte să câștigăm «Cupa Campionilor», am jucat un baraj cu Steaua, campioana din anul precedent, să vedem cine reprezintă România. Meciul tur, de pe «Progresul», a fost fulminant: am câștigat noi, Grivița, cu 10–9! În retur, pe «23 August», steliștilor le era de ajuns și o lovitură de penalizare ca să se califice. Dar noi am ținut cu dinții de un 0–0, ba era să și marcăm! Când colo, chiar pe final, scapă unul dintre jucătorii lor drept spre terenul de țintă. [...] Cu 3 metri înainte de but, realizez că tot ce pot să fac e să îl împing în tușă, ca să evit eseul. În mod normal, un placaj din tușă, la un metru de buturi, e moarte sigură. [...] De cum l-am scos pe stelist în tușă, am știut că suntem calificați. Am știut că nu aveau nicio șansă să câștige mingea din tușă, pentru că noi îl aveam pe Demian. [...] Și, bineînțeles, Radu s-a ridicat peste toți și a prins mingea din tușă, așa cum o făcea de fiecare dată! Dacă nu câștigam atunci tușa aia, nu mai ajungeam să jucăm în Europa și nu mai câștigam «Cupa Campionilor Europeni»! În rugbi, e mare lucru să știi pe cine te bazezi într-o echipă, să știi ce calități și ce caracter are coechipierul tău...” (Mircea Iliescu).
„Prin dăruire am ajuns la un XV care s-a dovedit deseori invincibil. Și totuși nu jucam pentru rezultat, pentru glorie. Aveam cu toții acea bucurie de a juca, de a realiza [...] un rugbi estetic. [...] O echipă cu forță, dar și cu o bogată imaginație, [...] care a făcut deliciul a numeroși spectatori. De câte ori n-am auzit din tribune: «Steaua a câștigat, e adevărat, dar Grivița a jucat mult mai frumos...» [...] Ofeream înainte de toate un adevărat spectacol de rugbi, nefiind obsedați de ideea de câștig cu orice preț” (Radu Demian).
„A fost unul dintre cei mai mari rugbiști pe care i-a avut România. [...] Românii i-au celebrat și ei marile victorii, [...] cu titluri și poze fabuloase, de prima pagină. Iar cariera lui Radu Demian chiar a fost o carieră de pagina întâi: o poveste de succes, dintr-o vreme în care superlativele din sport făceau casă bună cu superlativele din profesie și din viața de familie, o poveste de succes dintr-o vreme când gloria făcea casă bună cu eleganța și caracterul” (Ciprian Rus).
„Radu avea un suflet de aur. Avea un șarm irezistibil, era mereu vesel de câte ori ne întâlneam, chiar dacă, în ultimii ani, îl mai dureau una-alta. Mai presus de orice, avea un caracter foarte frumos, a fost un om care a știut cum să se comporte și în sport, și în producție, și în federație... Cei mai buni ani ai noștri au fost când el a fost secretar general al Federației Române de Rugby!” (Mircea Iliescu)

## Distincții
- Ordinul Muncii clasa a III-a (15 februarie 1963) „pentru victoriile obținute în anul 1962 pe plan internațional în întrecerile de rugbi și sporturi nautice”[86]